# نیمه‌راه بهشت
نیمه‌راه بهشت (انگلیسی: Half Way to Heaven) فیلمی در ژانر درام به کارگردانی جورج ابوت محصول سال ۱۹۲۹ کشور ایالات متحده آمریکا است.

## بازیگران
- بادی راجرز در نقش Ned Lee
- جین آرتور در نقش Greta Nelson
- پل لوکاس	در نقش Nick Pogli
- هلن ویر در نقش Madame Elsie
- اسکار آپفل در نقش Circus Manager
- اروینگ بیکن در نقش Slim
- Al Hill در نقش Blackie
- گای الیور در نقش Farmer at Railroad Station